# Simply Quartet
Das Simply Quartet ist ein internationales Streichquartettensemble. Es wurde 2008 in Shanghai gegründet und hat seit 2012 seinen Sitz in Wien.

## Geschichte
Beim Simply Quartet handelt es sich um ein Drei-Nationen-Quartett, erster Geiger und Bratschist stammen aus China, die zweite Geigerin aus Österreich, der Cellist aus Norwegen. Ursprünglich 2008 in Shanghai gegründet war es damals ein zur Gänze chinesisches Ensemble, unter der Schirmherrschaft ihres Lehrers Jensen Horn-Sin Lam. 2012 übersiedelte das Ensemble nach Wien, um am Joseph Haydn Institut der Universität für Musik und darstellende Kunst bei Johannes Meissl zu studieren und „um sich hier intensiv mit der Essenz und dem Ursprung des Quartettspiels auseinanderzusetzen“. Seit 2017 ist das Simply Quartet Teil der ECMA – European Chamber Musik Academy, wo Mentoren wie Hatto Beyerle, Patrick Jüdt und Avedis Kouyoumdjian wichtige Inspirationsquellen darstellten. Seit 2020 erhalten die vier Musiker auch Impulse von Günter Pichler (Madrid), dem früheren Primarius des Alban Berg Quartetts.
Das Quartett konnte vier Erste Preisen bei namhaften Kammermusikwettbewerben erringen. Das Ensemble brachte beim Grafenegg Festival 2017 das Werk Fleeting Moments von Brad Lubman zur Uraufführung. Die österreichische Komponistin Julia Lacherstorfer komponiert derzeit für eine Tournee des Ensembles ein neues Streichquartett. Die Auftritte im Wiener Konzerthaus sind Teil des Great Talent Programms. In der Saison 2021/2022 zählt das Simply Quartet zu den ausgewählten Ensembles der ECHO Rising Stars Reihe, die Einladungen nach Brüssel, in das Festspielhaus Baden-Baden und das Concertgebouw Amsterdam umfasst. Ebenfalls bereits terminiert sind Debüts in der Berliner Philharmonie und der Philharmonie de Paris. Das Ensemble wird vom Impresariat Simmenauer, der vielleicht wichtigsten Streichquartett-Agentur, so der ORF, vertreten. Vladimir Balshin, Cellist des Borodin-Quartetts, lobt die Musiker: „Das Simply Quartet ist eines der bemerkenswertesten Quartette seiner Generation. Volle Hingabe, Auftritte auf höchstem Niveau und große Musikalität ....“.

## Mitglieder, Instrumente
- Danfeng Shen, Violine (seit Gründung)
- Antonia Rankersberger, Violine (seit 2018)
- Xiang Lyu, Viola (seit 2010)
- Ivan Valentin Hollup Roald, Violoncello (seit 2016)

Der Primarius spielt ein Instrument von Giovanni Battista Guadagnini aus dem Jahr 1753, eine Leihgabe der Merito String Instruments Trust GmbH. Antonia Rankersberger spielt eine Geige von Ferdinando Gagliano aus Neapel, gefertigt in den Jahren 1770–1780, eine Leihgabe der Österreichischen Nationalbank.

## Auszeichnungen
Jeweils Erste Preise bei folgenden Wettbewerben:
- 2017: Internationaler Joseph Haydn Kammermusikwettbewerb, Wien
- 2018: Franz Schubert und die Musik der Moderne, Graz
- 2019: Internationaler Carl Nielsen Wettbewerb, Kopenhagen
- 2019: Quatuors à Bordeaux